# 1 Aquarii
Désignations
1 Aquarii (en abrégé 1 Aqr) est une étoile binaire de la constellation du Verseau, localisée près de la limite avec la constellation voisine de l'Aigle. Avec une magnitude apparente de +5,15, elle est visible à l'œil nu sous un bon ciel de campagne. Les mesures de parallaxe réalisées par le satellite Gaia permettent de déterminer que le système est localisé à 257 ± 3 a.l. (∼ 78,8 pc) de la Terre.
1 Aquarii est une binaire spectroscopique, un type d'étoile binaire dont les composantes sont trop proches pour être résolues par un télescope et dont le mouvement orbital est mis en évidence par la variation de la vitesse radiale d'une ou des deux composantes du système. 1 Aquarii B tourne autour de 1 Aquarii A selon une période de 1967 jours et une excentricité de 0,37 environ. En plus de la binaire spectroscopique, il existe deux compagnons optiques qui ne sont pas liés physiquement au système 1 Aquarii.
1 Aquarii A est une étoile géante orange de type spectral K0III. Son rayon vaut 11 fois celui du Soleil et elle a une masse estimée à 1,64 M☉. L'étoile tourne sur elle-même à une vitesse de rotation projetée de 1,8 km/s. Sa luminosité vaut 54 fois celle du Soleil. L'étoile serait âgée de 4,76 milliards d'années.